# Championnats de France d'athlétisme 1967
Navigation
Championnats 1966 Championnats 1968
Les Championnats de France d'athlétisme 1967 ont eu lieu du 28 au 30 juillet 1967 au Stade Yves-du-Manoir de Colombes. Les épreuves combinées se déroulent à Viry-Châtillon : le décathlon les 5 et 6 août 1967 et le pentathlon les 26 et 27 août 1967.

## Palmarès
| Discipline        | Hommes              | Hommes          | Femmes             | Femmes       |
| ----------------- | ------------------- | --------------- | ------------------ | ------------ |
| 100 m             | Roger Bambuck       | 10 s 4          | Gabrielle Meyer    | 11 s 7       |
| 200 m             | Roger Bambuck       | 20 s 4          | Sylviane Telliez   | 23 s 8       |
| 400 m             | Christian Nicolau   | 47 s 5          | Monique Noirot     | 54 s 3       |
| 800 m             | Michel Samper       | 1 min 47 s 9    | Maryvonne Dupureur | 2 min 05 s 5 |
| 1 500 m           | Jean Wadoux         | 3 min 39 s 1    | -                  | -            |
| 5 000 m           | René Jourdan        | 14 min 04 s 4   | -                  | -            |
| 20 km marche      | Henri Delerue       | 1 h 35 min 49 s | -                  | -            |
| 80 m haies        | -                   | -               | Danièle Gueneau    | 10 s 9       |
| 110 m haies       | Marcel Duriez       | 14 s 3          | -                  | -            |
| 400 m haies       | Robert Poirier      | 51 s 5          | -                  | -            |
| 3 000 m steeple   | Guy Texereau        | 8 min 38 s 8    | -                  | -            |
| Saut en longueur  | Jack Pani           | 7,91 m          | Marlène Canguio    | 5,95 m       |
| Triple saut       | Christian Kaddour   | 15,78 m         | -                  | -            |
| Saut en hauteur   | Robert Sainte-Rose  | 2,16 m          | Ghislaine Barnay   | 1,69 m       |
| Saut à la perche  | Jean-Pierre Colusso | 4,90 m          | -                  | -            |
| Lancer du poids   | Pierre Colnard      | 18,81 m         | Claudie Cuvelier   | 15,10 m      |
| Lancer du disque  | Pierre Alard        | 52,58 m         | Claudie Cuvelier   | 46,38 m      |
| Lancer du marteau | Guy Husson          | 64,20 m         | -                  | -            |
| Lancer du javelot | Christian Monneret  | 70,56 m         | Michèle Demys      | 48,06 m      |
| Décathlon         | Bernard Castang     | 7 580 pts       | -                  | -            |
| Pentathlon        | -                   | -               | Denise Guénard     | 4 593 pts    |